# Tove Maës
Tove Maës (30 de abril de 1921 - 31 de dezembro de 2010) foi uma atriz de televisão e cinema dinamarquesa, mais conhecida por seus papéis em filmes da série Morten Korch.